# Список послов СССР и России в Судане
В статье представлен список послов СССР и России в Судане.
- 3 — 6 января 1956 г. — установление дипломатических отношений на уровне посольств.
- 28 июля 2023 г. — российское посольство в Судане перенесено из Хартума в Порт-Судан.

## Список послов
| Срок полномочий                   | Посол                          | Годы жизни | Вручение верительных грамот |
| --------------------------------- | ------------------------------ | ---------- | --------------------------- |
| СССР                              |                                |            |                             |
| 24 марта 1956 — 20 декабря 1960   | Леонид Фёдорович Теплов        | 1909—1988  | 30 апреля 1956              |
| 20 декабря 1960 — 29 июня 1963    | Михаил Александрович Силин     | 1904—1980  | 2 февраля 1961              |
| 29 июня 1963 — 1 августа 1968     | Иван Нестерович Якушин         | 1913—2002  | 28 сентября 1963            |
| 1 августа 1968 — 11 февраля 1972  | Анатолий Николаевич Николаев   | 1915—2004  | 10 сентября 1968            |
| 11 февраля 1972 — 21 июля 1972    | Владимир Порфирьевич Поляков   | 1931—2002  |                             |
| 12 декабря 1972 — 19 декабря 1978 | Феликс Николаевич Федотов      | 1929—1997  | 8 января 1973               |
| 10 января 1979 — 24 марта 1982    | Владислав Петрович Жуков       | 1926—2022  | 12 февраля 1979             |
| 24 марта 1982 — 29 июня 1983      | Борис Сергеевич Воробьёв       | 1923—1983  | 10 апреля 1982              |
| 21 октября 1983 — 17 апреля 1987  | Евгений Васильевич Мусийко     | 1922—2001  | 24 декабря 1983             |
| 17 апреля 1987 — 25 декабря 1991  | Валерий Яковлевич Сухин        | 1941—2004  |                             |
| Российская Федерация              |                                |            |                             |
| 25 декабря 1991 — 31 декабря 1992 | Валерий Яковлевич Сухин        | 1941—2004  |                             |
| 31 декабря 1992 — 7 июля 1998     | Александр Иванович Кузьмин     | 1941—2022  |                             |
| 7 июля 1998 — 21 января 2003      | Валерий Иванович Кузьмин       | 1953—      |                             |
| 21 января 2003 — 12 июля 2007     | Алексей Фёдорович Чистяков     | 1946—      |                             |
| 12 июля 2007 — 27 декабря 2013    | Энварбик Михайлович Фазельянов | 1949—      |                             |
| 27 декабря 2013 — 23 августа 2017 | Миргаяс Миргаясович Ширинский  | 1954—2017  | 9 апреля 2014               |
| 12 марта 2018 — 10 марта 2023     | Владимир Филиппович Желтов     | 1967—      | май 2018                    |
| 10 марта 2023 — настоящее время   | Андрей Георгиевич Черновол     | 1972—      | 21 ноября 2023              |